# Spearville (Kansas)
Pour les articles homonymes, voir Spearville.
 (avril 2025).
Si vous disposez d'ouvrages ou d'articles de référence ou si vous connaissez des sites web de qualité traitant du thème abordé ici, merci de compléter l'article en donnant les références utiles à sa vérifiabilité et en les liant à la section « Notes et références ».
Spearville est une ville américaine située dans le comté de Ford, au Kansas. Selon le recensement de 2020, sa population est de 791 habitants.